# قلعه آخنور
قلعه آخنور قلعه‌ای در ساحل راست رودخانه چناب (نام باستانی آسیکنی) در ۲۸ کیلومتری شهر جامو است.
ساخت این قلعه توسط راجا تگ سینگ در سال ۱۷۶۲ میلادی آغاز شد و توسط جانشین وی راجا علم سینگ در سال ۱۸۰۲ تکمیل شد. در ۱۷ ژوئن ۱۸۲۲، مهاراجه رانجیت سینگ تاجگذاری مهاراجه گلاب سینگ را در قلعه جیا پوتا در ساحل رودخانه چناب انجام داد.
این قلعه دارای دیوارهای استحکامی بلند با سنگرهایی در فواصل منظم است و تاج آن با نبردهایی پوشیده شده است. در گوشه و کنار آن برج‌های دیده‌بانی دو طبقه وجود دارد که تاج‌های آن را نبردها و مرلون‌ها می‌پوشانند. این قلعه دارای دو قسمت است که توسط دیواری با دروازه ای منتهی به کاخ در ضلع جنوبی منشعب شده است. این کاخ دو طبقه است و دیوارهای رو به حیاط دارای طاق‌نماهایی تزئین شده است که در برخی از آنها نقاشی‌های دیواری وجود دارد.
دسترسی به قلعه اخنور هم از طریق حاشیه رودخانه و هم از ضلع شمالی حاصل می‌شود. در گذشته بخش بزرگی از قلعه ویران شده بود. کار حفاظت در حال انجام است.
این قلعه در سال ۱۹۸۲ بر اساس قانون آثار باستانی و مکان‌های باستانی و بقایای آن در سال ۱۹۵۸ به عنوان یک بنای تاریخی ملی اعلام شد و تحت صلاحیت بررسی باستان‌شناسی هند است.

## تاریخ
قلعه آخنور بیش از ۵۰۰۰ سال پیشینه دارد، و بر روی محوطه‌ای باستانی به نام ماندا قرار داشت که در معرض کاوش‌های محدودی قرار گرفته است که به نوبه خود توالی سه‌گانه فرهنگ را به نمایش گذاشته است.
- دوره اول با سفال‌های قرمز و خاکستری هاراپا متشکل از کوزه‌ها، لیوان‌های روی ظرف و جام‌ها، همراه با اشیاء دیگر، از جمله سنجاق‌های مسی، سر پیکان‌های استخوانی، کیک‌های سفالی و تکه‌هایی با گرافیتی هاراپا نشان داده شده است.[۲]
- دوره دوم با حضور سفال‌های تاریخی اولیه مشخص شده است.[۲]
- دوره سوم با اشیاء کوشانا و دیوارهای چشمگیر از سنگ‌تراشی پوشک قلوه سنگ نشان داده شده است که در دو طرف خیابانی به عرض ۳ متر قرار دارد.[۲]

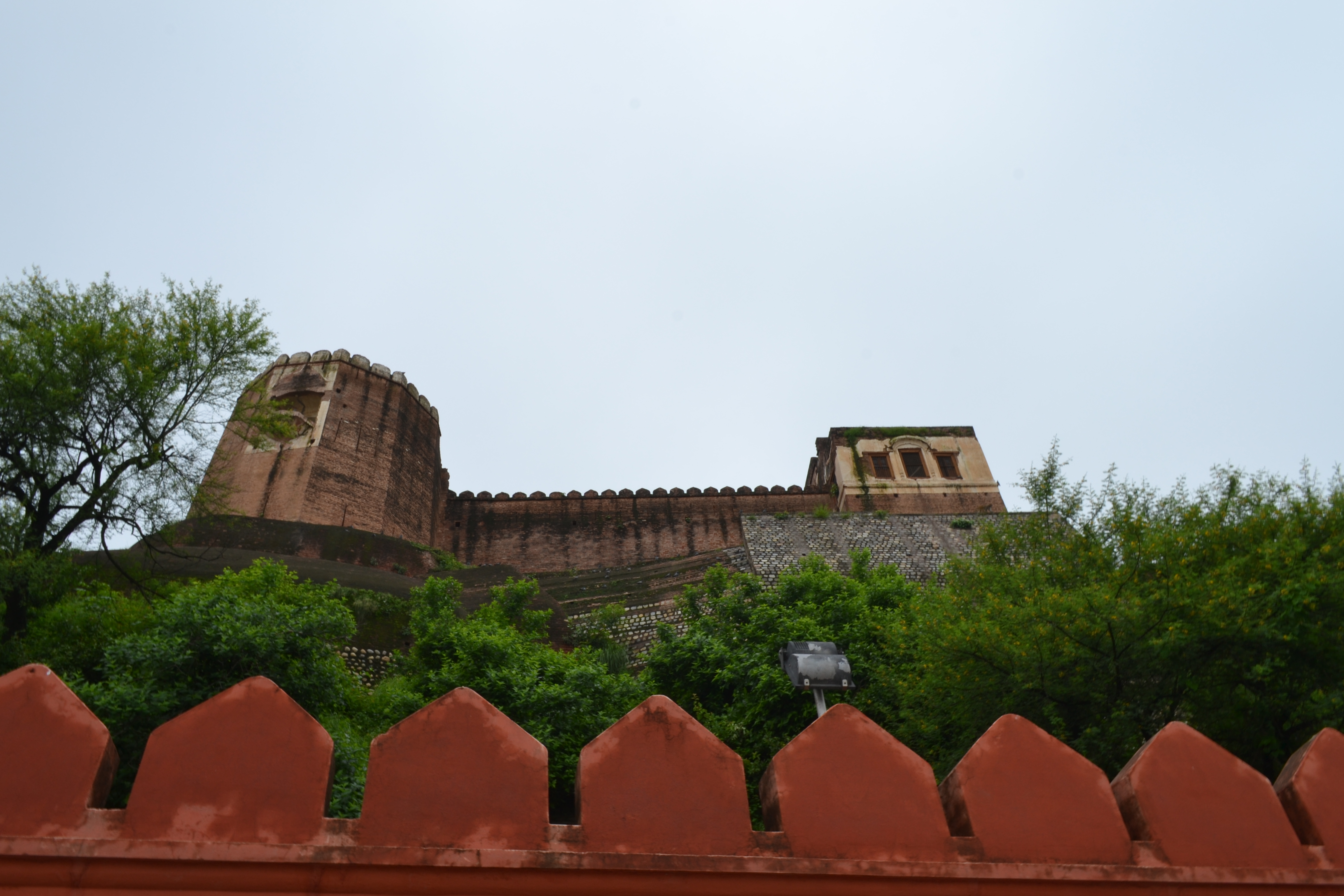

نگارخانه

## همچنین ببینید
- فهرست آثار با اهمیت ملی در جامو و کشمیر